# Cyprus op de Olympische Zomerspelen 2024
Cyprus nam deel aan de Olympische Zomerspelen 2024 in Parijs, Frankrijk.

## Medailleoverzicht
| Medaille | Naam            | Sport  | Onderdeel  | Datum           |
| -------- | --------------- | ------ | ---------- | --------------- |
| Zilver   | Pavlos Kontides | Zeilen | ILCA 7 (m) | 7 augustus 2024 |

## Aantal Deelnemers
Hieronder volgt een overzicht van de atleten die zich reeds gekwalificeerd hebben voor de Olympische Zomerspelen van 2024.
| Sport       | Mannen | Vrouwen | Totaal |
| ----------- | ------ | ------- | ------ |
| Atletiek    | 1      | 2       | 3      |
| Gymnastiek  | 1      | 1       | 2      |
| Judo        | 0      | 1       | 1      |
| Schermen    | 1      | 0       | 1      |
| Schietsport | 0      | 1       | 1      |
| Wielersport | 0      | 1       | 1      |
| Zeilen      | 2      | 2       | 4      |
| Zwemmen     | 1      | 1       | 2      |
| Totaal      | 6      | 9       | 15     |

## Deelnemers en Resultaten

### Atletiek

#### Loopnummers
Mannen
| atleet          | onderdeel   | series | series | herkansingen | herkansingen | halve finale | halve finale | finale         | finale         |
| atleet          | onderdeel   | tijd   | rang   | tijd         | rang         | tijd         | rang         | tijd           | rang           |
| --------------- | ----------- | ------ | ------ | ------------ | ------------ | ------------ | ------------ | -------------- | -------------- |
| Milan Trajkovic | 110m horden | 13,43  | 4 q    | bye          | bye          | 13,32        | 3            | niet geplaatst | niet geplaatst |

Vrouwen
| atleet            | onderdeel | voorronde | voorronde | series | series | herkansingen | herkansingen | halve finale   | halve finale   | finale         | finale         |
| atleet            | onderdeel | tijd      | rang      | tijd   | rang   | tijd         | rang         | tijd           | rang           | tijd           | rang           |
| ----------------- | --------- | --------- | --------- | ------ | ------ | ------------ | ------------ | -------------- | -------------- | -------------- | -------------- |
| Olivia Fotopoulou | 100m      | bye       | bye       | 11,50  | 7      | n.v.t.       | n.v.t.       | niet geplaatst | niet geplaatst | niet geplaatst | niet geplaatst |
| Olivia Fotopoulou | 200m      | n.v.t.    | n.v.t.    | 23,07  | 5 H    | 22.92 SB     | 1 Q          | 22,98          | 8              | niet geplaatst | niet geplaatst |

#### Technische nummers
Vrouwen
| atleet           | onderdeel    | kwalificaties | kwalificaties | finale  | finale |
| atleet           | onderdeel    | afstand       | rang          | afstand | rang   |
| ---------------- | ------------ | ------------- | ------------- | ------- | ------ |
| Elena Kulichenko | hoogspringen | 1,92 m        | 7 q           | 1,95 m  | =7     |

### Gymnastiek

#### Turnen
Mannen
| atleet          | onderdeel | kwalificatie | kwalificatie | kwalificatie | kwalificatie | kwalificatie | kwalificatie | kwalificatie | kwalificatie | finale         | finale         | finale         | finale         | finale         | finale         | finale         | finale         |
| atleet          | onderdeel | toestel      | toestel      | toestel      | toestel      | toestel      | toestel      | totaal       | positie      | toestel        | toestel        | toestel        | toestel        | toestel        | toestel        | totaal         | positie        |
| atleet          | onderdeel | vloer        | voltige      | ringen       | sprong       | brug         | rekstok      | totaal       | positie      | vloer          | voltige        | ringen         | sprong         | brug           | rekstok        | totaal         | positie        |
| --------------- | --------- | ------------ | ------------ | ------------ | ------------ | ------------ | ------------ | ------------ | ------------ | -------------- | -------------- | -------------- | -------------- | -------------- | -------------- | -------------- | -------------- |
| Marios Georgiou | meerkamp  | 13,266       | 13,400       | 12,900       | 13,966       | 11,600       | 14,366 Q     | 79,498       | 33           | niet geplaatst | niet geplaatst | niet geplaatst | niet geplaatst | niet geplaatst | niet geplaatst | niet geplaatst | niet geplaatst |
| Marios Georgiou | rekstok   | n.v.t.       | n.v.t.       | n.v.t.       | n.v.t.       | n.v.t.       | 14,366       | n.v.t.       | 8 Q          | n.v.t.         | n.v.t.         | n.v.t.         | n.v.t.         | n.v.t.         | 13,333         | n.v.t.         | 6              |

#### Ritmisch
| atleet          | onderdeel   | kwalificatie | kwalificatie | kwalificatie | kwalificatie | kwalificatie | kwalificatie | finale         | finale         | finale         | finale         | finale         | finale         |
| atleet          | onderdeel   | hoepel       | bal          | knotsen      | lint         | totaal       | rang         | hoepel         | bal            | knotsen        | lint           | totaal         | rang           |
| --------------- | ----------- | ------------ | ------------ | ------------ | ------------ | ------------ | ------------ | -------------- | -------------- | -------------- | -------------- | -------------- | -------------- |
| Vera Tugolukova | individueel | 31,150       | 31,200       | 30,600       | 28,800       | 121,750      | 16           | niet geplaatst | niet geplaatst | niet geplaatst | niet geplaatst | niet geplaatst | niet geplaatst |

### Judo
Vrouwen
| atlete        | onderdeel | eerste ronde         | tweede ronde         | derde ronde          | kwartfinale          | halve finale         | herkansing           | finale / BM          | finale / BM    |
| atlete        | onderdeel | tegenstander uitslag | tegenstander uitslag | tegenstander uitslag | tegenstander uitslag | tegenstander uitslag | tegenstander uitslag | tegenstander uitslag | rang           |
| ------------- | --------- | -------------------- | -------------------- | -------------------- | -------------------- | -------------------- | -------------------- | -------------------- | -------------- |
| Sofia Asvesta | −52 kg    | n.v.t.               | Iraoui W 01 - 00     | Buchard V 00 - 10    | niet geplaatst       | niet geplaatst       | niet geplaatst       | niet geplaatst       | niet geplaatst |

### Schermen
Mannen
| atleet         | onderdeel | eerste ronde         | tweede ronde         | derde ronde          | kwartfinale          | halve finale         | finale / BM          | finale / BM    |
| atleet         | onderdeel | tegenstander uitslag | tegenstander uitslag | tegenstander uitslag | tegenstander uitslag | tegenstander uitslag | tegenstander uitslag | rang           |
| -------------- | --------- | -------------------- | -------------------- | -------------------- | -------------------- | -------------------- | -------------------- | -------------- |
| Alex Tofalides | floret    | Wojtkowiak W 15 - 10 | Itkin V 10 - 15      | niet geplaatst       | niet geplaatst       | niet geplaatst       | niet geplaatst       | niet geplaatst |

### Schietsport
Vrouwen
| atlete              | onderdeel | kwalificaties | kwalificaties | finale         | finale         |
| atlete              | onderdeel | punten        | rang          | punten         | rang           |
| ------------------- | --------- | ------------- | ------------- | -------------- | -------------- |
| Konstantia Nikolaou | skeet     | 116           | 20            | niet geplaatst | niet geplaatst |

### Wielersport

#### Wegwielrennen
Vrouwen
| atleet             | onderdeel    | tijd    | rang |
| ------------------ | ------------ | ------- | ---- |
| Antri Christoforou | wegwedstrijd | 4.10.20 | 62   |

### Zeilen
Mannen
| atleet        | onderdeel    | voorrondes | voorrondes | voorrondes | voorrondes | voorrondes | voorrondes | voorrondes | voorrondes  | voorrondes  | voorrondes  | voorrondes  | voorrondes  | voorrondes  | voorrondes  | voorrondes  | voorrondes  | voorrondes | voorrondes | halve finale(s) | halve finale(s) | halve finale(s) | halve finale(s) | halve finale(s) | halve finale(s) | halve finale(s) | halve finale(s) | finales(s)     | finales(s)     | finales(s)     | finales(s)     | finales(s)     | finales(s)     | finales(s)     | finales(s)     | rang |
| atleet        | onderdeel    | 1          | 2          | 3          | 4          | 5          | 6          | 7          | 8           | 9           | 10          | 11          | 12          | 13          | 14          | 15          | 16          | tot.       | rang       | 1               | 2               | 3               | 4               | 5               | 6               | tot.            | rang            | 1              | 2              | 3              | 4              | 5              | 6              | tot.           | rang           | rang |
| ------------- | ------------ | ---------- | ---------- | ---------- | ---------- | ---------- | ---------- | ---------- | ----------- | ----------- | ----------- | ----------- | ----------- | ----------- | ----------- | ----------- | ----------- | ---------- | ---------- | --------------- | --------------- | --------------- | --------------- | --------------- | --------------- | --------------- | --------------- | -------------- | -------------- | -------------- | -------------- | -------------- | -------------- | -------------- | -------------- | ---- |
| Denis Taradin | Formula Kite | 11         | 4          | 12         | 6          | 16         | 16         | 19         | geannuleerd | geannuleerd | geannuleerd | geannuleerd | geannuleerd | geannuleerd | geannuleerd | geannuleerd | geannuleerd | 49         | 12         | niet geplaatst  | niet geplaatst  | niet geplaatst  | niet geplaatst  | niet geplaatst  | niet geplaatst  | niet geplaatst  | niet geplaatst  | niet geplaatst | niet geplaatst | niet geplaatst | niet geplaatst | niet geplaatst | niet geplaatst | niet geplaatst | niet geplaatst | 12   |

| atleet          | onderdeel | race | race | race | race | race | race | race | race | race        | race        | race   | race   | race | netto punten | eindnotering |
| atleet          | onderdeel | 1    | 2    | 3    | 4    | 5    | 6    | 7    | 8    | 9           | 10          | 11     | 12     | M    | netto punten | eindnotering |
| --------------- | --------- | ---- | ---- | ---- | ---- | ---- | ---- | ---- | ---- | ----------- | ----------- | ------ | ------ | ---- | ------------ | ------------ |
| Pavlos Kontides | ILCA 7    | 17   | 5    | 27   | 5    | 10   | 5    | 3    | 7    | geannuleerd | geannuleerd | n.v.t. | n.v.t. | 4    | 56           | Zilver       |

Vrouwen
| atlete(s)    | onderdeel | voorrondes | voorrondes | voorrondes | voorrondes | voorrondes | voorrondes | voorrondes | voorrondes | voorrondes | voorrondes | voorrondes | voorrondes | voorrondes | voorrondes | voorrondes  | voorrondes  | voorrondes  | voorrondes  | voorrondes  | voorrondes  | voorrondes | voorrondes | kwartfinale    | halve finale   | finales        |
| atlete(s)    | onderdeel | 1          | 2          | 3          | 4          | 5          | 6          | 7          | 8          | 9          | 10         | 11         | 12         | 13         | 14         | 15          | 16          | 17          | 18          | 19          | 20          | tot.       | rang       | kwartfinale    | halve finale   | finales        |
| ------------ | --------- | ---------- | ---------- | ---------- | ---------- | ---------- | ---------- | ---------- | ---------- | ---------- | ---------- | ---------- | ---------- | ---------- | ---------- | ----------- | ----------- | ----------- | ----------- | ----------- | ----------- | ---------- | ---------- | -------------- | -------------- | -------------- |
| Natasa Lappa | IQFoil    | 16         | 25         | 7          | 17         | 20         | 21         | 16         | 10         | 6          | 16         | 13         | 25         | 6          | 22         | geannuleerd | geannuleerd | geannuleerd | geannuleerd | geannuleerd | geannuleerd | 170        | 19         | niet geplaatst | niet geplaatst | niet geplaatst |

| atleet         | onderdeel | race | race | race | race | race | race | race | race | race | race        | race   | race   | race           | netto punten | eindnotering |
| atleet         | onderdeel | 1    | 2    | 3    | 4    | 5    | 6    | 7    | 8    | 9    | 10          | 11     | 12     | M              | netto punten | eindnotering |
| -------------- | --------- | ---- | ---- | ---- | ---- | ---- | ---- | ---- | ---- | ---- | ----------- | ------ | ------ | -------------- | ------------ | ------------ |
| Marilena Makri | ILCA 6    | 32   | 17   | 29   | 31   | 26   | 26   | 30   | 17   | 19   | geannuleerd | n.v.t. | n.v.t. | niet geplaatst | 195          | 30           |

### Zwemmen
Mannen
| atleet           | onderdeel        | series | series | halve finale   | halve finale   | finale         | finale         |
| atleet           | onderdeel        | tijd   | rang   | tijd           | rang           | tijd           | rang           |
| ---------------- | ---------------- | ------ | ------ | -------------- | -------------- | -------------- | -------------- |
| Nikolas Antoniou | 100 m vrije slag | 50,35  | 43     | niet geplaatst | niet geplaatst | niet geplaatst | niet geplaatst |

Vrouwen
| atlete         | onderdeel        | series | series | halve finale   | halve finale   | finale         | finale         |
| atlete         | onderdeel        | tijd   | rang   | tijd           | rang           | tijd           | rang           |
| -------------- | ---------------- | ------ | ------ | -------------- | -------------- | -------------- | -------------- |
| Kalia Antoniou | 100 m vrije slag | 54,72  | 18     | niet geplaatst | niet geplaatst | niet geplaatst | niet geplaatst |